# Emiliano Pessoa
Emiliano Pessoa, vollständiger Name Emiliano Ezequiel Pessoa González, (* 28. Juni 1995 in Montevideo) ist ein uruguayischer Fußballspieler.

## Karriere
Der 1,80 Meter große Mittelfeldakteur Pessoa stand mindestens in der Apertura 2012 und erneut in der Spielzeit 2014/15 im Kader des Erstligisten Danubio FC. Dort debütierte er unter Trainer Juan Ramón Carrasco am 30. September 2012 beim 0:0-Unentschieden im Heimspiel gegen den Club Atlético Peñarol in der Primera División, als er in der 64. Spielminute für Diego Perrone eingewechselt wurde. Bis zum Saisonende 2014/15 lief er in insgesamt sechs Begegnungen (kein Tor) der höchsten uruguayischen Spielklasse in der Apertura 2012 und in zwei Erstligaspielen (kein Tor) der Clausura 2015 auf. In der Apertura 2015 sind keine weiteren Erstligaeinsätze für ihn verzeichnet. Mitte Januar 2016 wechselte er sodann zum Zweitligisten Villa Española und trug dort in der Clausura 2016 mit zwei Treffern bei acht Ligaeinsätzen zum Erstligaaufstieg bei.